# Observatori George Bishop
L'Observatori George Bishop va ser un observatori astronòmic construït l'any 1836 per l'astrònom George Bishop prop de la seva residència a la South Villa de Regent's Park, Londres. Estava equipat amb un refractor Dollond de 180mm. Se li va assignar el número 969 a la llista d'observatoris de la Unió Astronòmica Internacional.
El reverend William Rutter Dawes va dur a terme en aquest observatori les seves notables investigacions d'estrelles dobles des de 1839 a 1844; John Russell Hind va començar allà la seva trajectòria a l'octubre de l'any següent. Des que la detecció de Karl Ludwig Hencke de (5) Astraea el 8 de desembre de 1845 mostrés la perspectiva d'èxit en la recerca de nous planetes, els recursos de l'observatori es van dirigir cap a aquesta direcció, amb resultats excel·lents. Entre 1847 i 1854 Hind va descobrir 10 asteroides a l'observatori, i Albert Marth un. Altres astrònoms notables que van usar l'observatori van ser Eduard Vogel, Charles George Talmage i Norman Robert Pogson.
L'observatori va tancar amb la mort de Bishop l'any 1861, i en 1863 els instruments i la volta van ser traslladats a la residència de George Bishop júnior a Meadowbank, Twickenham, on va ser construït un nou observatori que va seguir el mateix sistema de treball fins al seu tancament l'any 1877. Actualment, al lloc de l'observatori George Bishop es troba el Regent's University London.

## Asteroides descoberts
Els següents asteroides foren descoberts des de l'Observatori George Bishop:
- (7) Iris, el 13 d'agost de 1847 per John Russell Hind
- (8) Flora, el 18 d'octubre de 1847 per John Russell Hind
- (12) Victoria, el 13 de setembre de 1850 per John Russell Hind
- (14) Irene, el 19 de maig de 1851 per John Russell Hind
- (18) Melpòmene, el 24 de juny de 1852 per John Russell Hind
- (19) Fortuna, el 22 d'agost de 1852 per John Russell Hind
- (22) Cal·líope, el 16 de novembre de 1852 per John Russell Hind
- (23) Talia, el 15 de desembre de 1852 per John Russell Hind
- (27) Euterpe, el 8 de novembre de 1853 per John Russell Hind
- (29) Amphitrite, l'1 de març de 1854 per Albert Marth
- (30) Urania, el 22 de juliol de 1854 per John Russell Hind